# Llista d'asteroides/68001–68100
| Nom     | Designació provisional | Data de descobriment | Lloc de descobriment | Descobridor/s  |
| ------- | ---------------------- | -------------------- | -------------------- | -------------- |
| 68001 - | 2000 XS33              | 4 de desembre, 2000  | Socorro              | LINEAR         |
| 68002 - | 2000 XK34              | 4 de desembre, 2000  | Socorro              | LINEAR         |
| 68003 - | 2000 XJ35              | 4 de desembre, 2000  | Socorro              | LINEAR         |
| 68004 - | 2000 XD38              | 5 de desembre, 2000  | Socorro              | LINEAR         |
| 68005 - | 2000 XQ47              | 4 de desembre, 2000  | Socorro              | LINEAR         |
| 68006 - | 2000 XR48              | 4 de desembre, 2000  | Socorro              | LINEAR         |
| 68007 - | 2000 XD52              | 6 de desembre, 2000  | Socorro              | LINEAR         |
| 68008 - | 2000 XB54              | 5 de desembre, 2000  | Haleakala            | NEAT           |
| 68009 - | 2000 YD4               | 21 de desembre, 2000 | Zeno                 | T. Stafford    |
| 68010 - | 2000 YL6               | 20 de desembre, 2000 | Socorro              | LINEAR         |
| 68011 - | 2000 YK7               | 20 de desembre, 2000 | Socorro              | LINEAR         |
| 68012 - | 2000 YQ7               | 20 de desembre, 2000 | Socorro              | LINEAR         |
| 68013 - | 2000 YT7               | 21 de desembre, 2000 | Socorro              | LINEAR         |
| 68014 - | 2000 YF10              | 20 de desembre, 2000 | Socorro              | LINEAR         |
| 68015 - | 2000 YR10              | 22 de desembre, 2000 | Socorro              | LINEAR         |
| 68016 - | 2000 YW10              | 22 de desembre, 2000 | Socorro              | LINEAR         |
| 68017 - | 2000 YX10              | 22 de desembre, 2000 | Socorro              | LINEAR         |
| 68018 - | 2000 YQ12              | 25 de desembre, 2000 | Oaxaca               | J. M. Roe      |
| 68019 - | 2000 YS15              | 22 de desembre, 2000 | Anderson Mesa        | LONEOS         |
| 68020 - | 2000 YJ17              | 28 de desembre, 2000 | Fountain Hills       | C. W. Juels    |
| 68021 - | 2000 YU17              | 29 de desembre, 2000 | Bisei SG Center      | BATTeRS        |
| 68022 - | 2000 YP18              | 21 de desembre, 2000 | Socorro              | LINEAR         |
| 68023 - | 2000 YW18              | 21 de desembre, 2000 | Socorro              | LINEAR         |
| 68024 - | 2000 YY19              | 22 de desembre, 2000 | Needville            | Needville      |
| 68025 - | 2000 YV21              | 29 de desembre, 2000 | Desert Beaver        | W. K. Y. Yeung |
| 68026 - | 2000 YU24              | 28 de desembre, 2000 | Kitt Peak            | Spacewatch     |
| 68027 - | 2000 YN26              | 28 de desembre, 2000 | Socorro              | LINEAR         |
| 68028 - | 2000 YD28              | 26 de desembre, 2000 | Haleakala            | NEAT           |
| 68029 - | 2000 YG28              | 26 de desembre, 2000 | Haleakala            | NEAT           |
| 68030 - | 2000 YL28              | 29 de desembre, 2000 | Haleakala            | NEAT           |
| 68031 - | 2000 YK29              | 24 de desembre, 2000 | Haleakala            | NEAT           |
| 68032 - | 2000 YV30              | 26 de desembre, 2000 | Kitt Peak            | Spacewatch     |
| 68033 - | 2000 YQ32              | 30 de desembre, 2000 | Socorro              | LINEAR         |
| 68034 - | 2000 YV33              | 28 de desembre, 2000 | Socorro              | LINEAR         |
| 68035 - | 2000 YB34              | 28 de desembre, 2000 | Socorro              | LINEAR         |
| 68036 - | 2000 YH35              | 30 de desembre, 2000 | Socorro              | LINEAR         |
| 68037 - | 2000 YU35              | 30 de desembre, 2000 | Socorro              | LINEAR         |
| 68038 - | 2000 YP39              | 30 de desembre, 2000 | Socorro              | LINEAR         |
| 68039 - | 2000 YQ39              | 30 de desembre, 2000 | Socorro              | LINEAR         |
| 68040 - | 2000 YW41              | 30 de desembre, 2000 | Socorro              | LINEAR         |
| 68041 - | 2000 YE42              | 30 de desembre, 2000 | Socorro              | LINEAR         |
| 68042 - | 2000 YR42              | 30 de desembre, 2000 | Socorro              | LINEAR         |
| 68043 - | 2000 YT42              | 30 de desembre, 2000 | Socorro              | LINEAR         |
| 68044 - | 2000 YX42              | 30 de desembre, 2000 | Socorro              | LINEAR         |
| 68045 - | 2000 YN44              | 30 de desembre, 2000 | Socorro              | LINEAR         |
| 68046 - | 2000 YP45              | 30 de desembre, 2000 | Socorro              | LINEAR         |
| 68047 - | 2000 YK47              | 30 de desembre, 2000 | Socorro              | LINEAR         |
| 68048 - | 2000 YE48              | 30 de desembre, 2000 | Socorro              | LINEAR         |
| 68049 - | 2000 YK49              | 30 de desembre, 2000 | Socorro              | LINEAR         |
| 68050 - | 2000 YR50              | 30 de desembre, 2000 | Socorro              | LINEAR         |
| 68051 - | 2000 YU51              | 30 de desembre, 2000 | Socorro              | LINEAR         |
| 68052 - | 2000 YD52              | 30 de desembre, 2000 | Socorro              | LINEAR         |
| 68053 - | 2000 YJ53              | 30 de desembre, 2000 | Socorro              | LINEAR         |
| 68054 - | 2000 YQ54              | 30 de desembre, 2000 | Socorro              | LINEAR         |
| 68055 - | 2000 YF56              | 30 de desembre, 2000 | Socorro              | LINEAR         |
| 68056 - | 2000 YM56              | 30 de desembre, 2000 | Socorro              | LINEAR         |
| 68057 - | 2000 YL60              | 30 de desembre, 2000 | Socorro              | LINEAR         |
| 68058 - | 2000 YY60              | 30 de desembre, 2000 | Socorro              | LINEAR         |
| 68059 - | 2000 YC61              | 30 de desembre, 2000 | Socorro              | LINEAR         |
| 68060 - | 2000 YT62              | 30 de desembre, 2000 | Socorro              | LINEAR         |
| 68061 - | 2000 YF63              | 30 de desembre, 2000 | Socorro              | LINEAR         |
| 68062 - | 2000 YT64              | 28 de desembre, 2000 | Kitt Peak            | Spacewatch     |
| 68063 - | 2000 YJ66              | 30 de desembre, 2000 | Kitt Peak            | Spacewatch     |
| 68064 - | 2000 YU67              | 28 de desembre, 2000 | Socorro              | LINEAR         |
| 68065 - | 2000 YG68              | 28 de desembre, 2000 | Socorro              | LINEAR         |
| 68066 - | 2000 YE71              | 30 de desembre, 2000 | Socorro              | LINEAR         |
| 68067 - | 2000 YM72              | 30 de desembre, 2000 | Socorro              | LINEAR         |
| 68068 - | 2000 YF73              | 30 de desembre, 2000 | Socorro              | LINEAR         |
| 68069 - | 2000 YN73              | 30 de desembre, 2000 | Socorro              | LINEAR         |
| 68070 - | 2000 YR73              | 30 de desembre, 2000 | Socorro              | LINEAR         |
| 68071 - | 2000 YV80              | 30 de desembre, 2000 | Socorro              | LINEAR         |
| 68072 - | 2000 YV84              | 30 de desembre, 2000 | Socorro              | LINEAR         |
| 68073 - | 2000 YZ84              | 30 de desembre, 2000 | Socorro              | LINEAR         |
| 68074 - | 2000 YH85              | 30 de desembre, 2000 | Socorro              | LINEAR         |
| 68075 - | 2000 YN86              | 30 de desembre, 2000 | Socorro              | LINEAR         |
| 68076 - | 2000 YT87              | 30 de desembre, 2000 | Socorro              | LINEAR         |
| 68077 - | 2000 YM90              | 30 de desembre, 2000 | Socorro              | LINEAR         |
| 68078 - | 2000 YV93              | 30 de desembre, 2000 | Socorro              | LINEAR         |
| 68079 - | 2000 YM95              | 30 de desembre, 2000 | Socorro              | LINEAR         |
| 68080 - | 2000 YO96              | 30 de desembre, 2000 | Socorro              | LINEAR         |
| 68081 - | 2000 YQ97              | 30 de desembre, 2000 | Socorro              | LINEAR         |
| 68082 - | 2000 YF101             | 28 de desembre, 2000 | Socorro              | LINEAR         |
| 68083 - | 2000 YH101             | 28 de desembre, 2000 | Socorro              | LINEAR         |
| 68084 - | 2000 YY102             | 28 de desembre, 2000 | Socorro              | LINEAR         |
| 68085 - | 2000 YH104             | 28 de desembre, 2000 | Socorro              | LINEAR         |
| 68086 - | 2000 YX104             | 28 de desembre, 2000 | Socorro              | LINEAR         |
| 68087 - | 2000 YP105             | 28 de desembre, 2000 | Socorro              | LINEAR         |
| 68088 - | 2000 YC107             | 30 de desembre, 2000 | Socorro              | LINEAR         |
| 68089 - | 2000 YS108             | 30 de desembre, 2000 | Socorro              | LINEAR         |
| 68090 - | 2000 YN109             | 30 de desembre, 2000 | Socorro              | LINEAR         |
| 68091 - | 2000 YR109             | 30 de desembre, 2000 | Socorro              | LINEAR         |
| 68092 - | 2000 YV109             | 30 de desembre, 2000 | Socorro              | LINEAR         |
| 68093 - | 2000 YC110             | 30 de desembre, 2000 | Socorro              | LINEAR         |
| 68094 - | 2000 YU110             | 30 de desembre, 2000 | Socorro              | LINEAR         |
| 68095 - | 2000 YJ112             | 30 de desembre, 2000 | Socorro              | LINEAR         |
| 68096 - | 2000 YW113             | 30 de desembre, 2000 | Socorro              | LINEAR         |
| 68097 - | 2000 YJ115             | 30 de desembre, 2000 | Socorro              | LINEAR         |
| 68098 - | 2000 YR116             | 30 de desembre, 2000 | Socorro              | LINEAR         |
| 68099 - | 2000 YX118             | 27 de desembre, 2000 | Anderson Mesa        | LONEOS         |
| 68100 - | 2000 YV120             | 20 de desembre, 2000 | Socorro              | LINEAR         |